# Tripel
Tripel (o anche Trippel) era originariamente il nome che, convenzionalmente, usavano i mastri birrai trappisti del Belgio per descrivere la loro birra più forte. Oggi, tuttavia, il nome è usato da un certo numero di birrifici nel mondo per descrivere una ale forte.

## Storia
L'abbazia trappista di Westmalle produsse una nuova birra nel 1934, chiamandola "superbirra". Si trattava di una ale chiara piuttosto forte ed era molto simile ad una birra che i monaci avevano prodotto sporadicamente fin dal 1931. 
Nel 1956, la ricetta fu modificata e prese il nome di Tripel. Attualmente è considerata la prima birra ad aver usato questo nome.
Il termine Tripel indica la più forte tra un certo numero di birre, e infatti le birre trappiste erano divise in tre categorie: enkel (di base), dubbel (doppie), e tripel (triple). Nonostante l'importanza della "Santa Trinità" nella Chiesa, la scelta dei tre tipi di birra fu dettata dal caso.
Uno dei motivi per cui nacque la Tripel fu il Vandevelde Act del 1919, una legge belga che non fu abrogata fino al 1983, che proibiva la vendita e la somministrazione di superalcolici, in particolare del gin. Dal momento che la legge non prevedeva nulla riguardo vino e birra, iniziarono ad essere commercializzate delle birre più forti.

## Esempi di Tripel

### Birre Trappiste
- Westmalle Trappist Tripel
- Chimay White
- Tre Fontane Tripel

### Birre d'abbazia
- Affligem Tripel
- Tripel Karmeliet
- Leffe Tripel
- Maredsous Tripel
- St. Bernardus Tripel